# Hana yori dango (film, 1995)
Pour les articles homonymes, voir Hana yori yango (homonymie).
Pour plus de détails, voir Fiche technique et Distribution.
Hana yori dango (花より男子) est un film japonais sorti le 19 août 1995 au Japon, réalisé par Yasuyuki Kusuda, premier film live adapté de la série manga à succès Hana yori dango, avec Yuki Uchida dans le rôle principal.

## Synopsis
Makino Tsukushi réside au premier étage d'une maisonnée à l'allure campagnarde. La voici qui se prépare, salue ses voisins du rez-de-chaussée et elle part pour l'université Eïtoku. Là bas, elle se fait d'ores et déjà remarquer par ses nouveaux camarades. Loin de s'habiller en Prada, Gucci ou autre Hermès, Makino ne possède pas de vêtements de marque, ni d'accessoires significatifs. En effet, elle n'appartient pas à la même classe sociale que les élèves habitués d'Eïtoku, élèves issus de la classe bourgeoise.
À peine arrivée et la voici qui se fait accoster par Sanjô Sakurako. Elles n'ont pas le temps de faire connaissance qu'apparait le F4. Les quatre membres qui composent ce groupe sont les fils des quatre plus grosses fortunes japonaises, Dômyôji Tsukasa, le leader, en tête. Et c'est la débandade ! Pourtant, notre héroïne n'a pas l'air de vouloir participer à ce manège et cela n'échappe pas à Dômyôji qui l'interpelle. Le ton monte rapidement, jusqu'à ce que le jeune homme en vienne à rire du prénom "Tsukushi" et que cette dernière vienne le gifler publiquement.
Et voici que le fameux carton rouge si significatif de notre histoire fait son apparition...

## Fiche technique
- Titre : Hana yori dango
- Titre original : 花より男子
- Réalisation : Yasuyuki Kusuda
- Scénario : Mika Umeda et Yōkō Kamio (histoire)
- Adaptation : Ryan Carrassi
- Société de production : Fuji Television Network
- Pays d’origine : Japon
- Langue : Japonais
- Format : Couleur - 1,78:1 - Son : Dolby Digital
- Durée : 78 min.
- Date de sortie :

 Japon : 19 août 1995

## Distribution
- Yuki Uchida : Makino Tsukushi
- Shosuke Tanihara : Doumyouji Tsukasa
- Naohito Fujiki : Hanazawa Rui
- Koichi Hashizume : Mimasaka Akira
- Kensaku Saeki : Nishikado Soujirou
- Marie Eguro : Toudou Shizuka
- Norika Fujiwara : Yamano Minako
- Kaori Sakagami : Sanjou Sakurako

## Génériques
- Générique du début : Baby's Growing Up, chanté par Yuki Uchida, écrit par Tetsuya Komuro.
- Générique de fin : Overnight Sensation (Jidai Wa Anata Ni Yudaneteru), chanté par TRF, écrit par Tetsuya Komuro.